# Sálvame diario
Sálvame è stato un programma televisivo spagnolo dedicato alla cronaca rosa trasmesso da Telecinco tra il 2009 e il 2023.
Lo spazio è stato ospitato da Jorge Javier Vázquez e Adela González, essendo Terelu Campos o María Patiño che lo hanno presentato in assenza del primo e come duetto il venerdì. In precedenza, si sono alternati con Vázquez presentando il programma Paz Padilla e Carlota Corredera, essendo Núria Marín, Kiko Hernández, David Valldeperas o Carlos Lozano i soliti sostituti.
Il formato è stato diviso dal 2014 in Sálvame Limón (16:00-17:00), con più libertà di trasmettere determinati contenuti, e Sálvame Naranja (17:00-19:00/20:00), che comprendeva nella sua ultima fase Sálvame Naranja plus (19:00-20:00), con contenuti più limitati da trasmettere su canali protetti programma. Inoltre, dal 2019, è emersa un'ultima sezione basata sulla necessità di estendere il programma per un'ora in più in diversi periodi di dette stagioni, che ha ricevuto il nome Sálvame Banana / Tomate / Sandía (20:00-21:00), con meno restrizioni rispetto alle due sezioni precedenti.
Il programma infatti è stato oggetto di aspre critiche, tanto da essere considerato un esempio di televisione spazzatura, a causa della trasmissione di contenuti poco adatti ai minori in fascia protetta, cosi si è resa necessaria questa divisione.

## Caratteristiche
Sálvame era un programma dove, principalmente, si commentava l'attualità riguardante la cronaca rosa, i reality di Mediaset España e la vita privata dei principali vip spagnoli, che erano invitati a partecipare alla trasmissione per commentare.
Se un dibattito diventava particolarmente infuocato, e l'ospite lasciava lo studio, era seguito dai cameraman, che lo riprendevano anche nelle altre stanze dell'edificio in cui si girava il programma.
In genere, negli ultimi minuti del programma, veniva pubblicizzato un nuovo disco di un musicista invitato nel programma.

## Ascolti
| Edizione | Messa in onda  | Messa in onda    | Ascolti        | Ascolti |
| Edizione | Inizio         | Fine             | Telespettatori | Share   |
| -------- | -------------- | ---------------- | -------------- | ------- |
| 1ª       | 27 aprile 2009 | 31 dicembre 2009 | 1.705.000      | 16,1%   |
| 2ª       | 4 gennaio 2010 | 31 dicembre 2010 | 1.858.000      | 17,5%   |
| 3ª       | 3 gennaio 2011 | 30 dicembre 2011 | 1.971.000      | 18,1%   |
| 4ª       | 2 gennaio 2012 | 31 dicembre 2012 | 1.848.000      | 16,4%   |
| 5ª       | 2 gennaio 2013 | 31 dicembre 2013 | 1.836.000      | 16,9%   |
| 6ª       | 2 gennaio 2014 | 31 dicembre 2014 | 1.880.000      | 17,5%   |
| 7ª       | 2 gennaio 2015 | 31 dicembre 2015 | 1.893.000      | 17,7%   |
| 8ª       | 4 gennaio 2016 | 30 dicembre 2016 | 1.812.000      | 17,1%   |
| 9ª       | 2 gennaio 2017 | 29 dicembre 2017 | 1.702.000      | 16,3%   |
| 10ª      | 2 gennaio 2018 | 31 dicembre 2018 | 1.740.000      | 16,2%   |
| 11ª      | 2 gennaio 2019 | 31 dicembre 2019 | 1.755.000      | 16,9%   |
| 12ª      | 2 gennaio 2020 | 31 dicembre 2020 | 1.910.000      | 17,1%   |
| 13ª      | 4 gennaio 2021 | 31 dicembre 2021 | 1.620.000      | 15,6%   |
| 14ª      | 3 gennaio 2022 | 30 dicembre 2022 | 1.215.000      | 13,2%   |
| 15ª      | 1 gennaio 2023 | 23 giugno 2023   | 1.223.000      | 13,5%   |